# Evertek

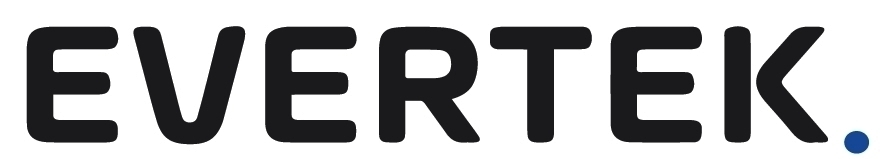
Logo de la marque Evertek depuis mars 2017.

Evertek est une marque de téléphonie mobile tunisienne lancée en juin 2006. Elle fait partie du groupe YKH. La maison-mère, Cellcom, est également le distributeur des marques Motorola et LG en Tunisie jusqu'en avril 2011.
Cellcom revendique pour les produits de la marque une part du marché national de 10 % à 12 %.
Le nom de la marque provient, selon le directeur général de Cellcom, d'une contraction du slogan Technologie Forever.

## Produits

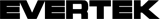
Logo de la marque de 2006 à 2017.

En août 2008, Cellcom commercialise un premier téléphone mobile muni de deux cartes SIM pour un investissement d'environ 370 000 euros ; les produits sont fabriqués essentiellement à Shenzhen, un sous-traitant local se chargeant du test de la qualité des produits avant leur expédition vers la Tunisie.
À compter du 2 novembre 2009, les compagnies British Airways et KLM Royal Dutch Airlines commercialisent les produits de la marque à bord de leurs avions. En 2010, les ventes de ces modèles sont multipliées par deux.
En 2011, Evertek lance un téléphone mobile muni de trois cartes SIM, une première en Tunisie. Elle lance aussi sa propre marque d'accessoires HiTech, HiLine.
En 2012, Evertek lance son premier smartphone sous Android, l'EverGlory, sa première tablette, l'EverPad 7.
En janvier 2014, Cellcom fait son introduction à la bourse de Tunis.
En septembre 2015, la marque lance le modèle EvershineShine Plus, soit deux ans après le lancement du smartphone EverShine. Dans le même temps, l'entreprise ouvre son premier Evertek Store à Tunis, un point de vente de 70 m2 situé sur l'avenue Habib-Thameur. 
En mars 2016, Cellcom fonde à Abidjan la société Cellcom CI qui commercialise ses téléphones en Côte d'Ivoire.
En juin 2018, Cellcom signe un partenariat avec Infinix Mobile pour qu'il soit leur distributeur officiel en Tunisie et devienne le quatrième distributeur officiel de cette marque dans le monde.